# La Grande-Verrière
La Grande-Verrière – miejscowość i gmina we Francji, w regionie Burgundia-Franche-Comté, w departamencie Saona i Loara.
Według danych na rok 1990 gminę zamieszkiwały 582 osoby, a gęstość zaludnienia wynosiła 13 osób/km² (wśród 2044 gmin Burgundii La Grande-Verrière plasuje się na 400. miejscu pod względem liczby ludności, natomiast pod względem powierzchni na miejscu 51.).